# VoIP mobile
 (décembre 2018).

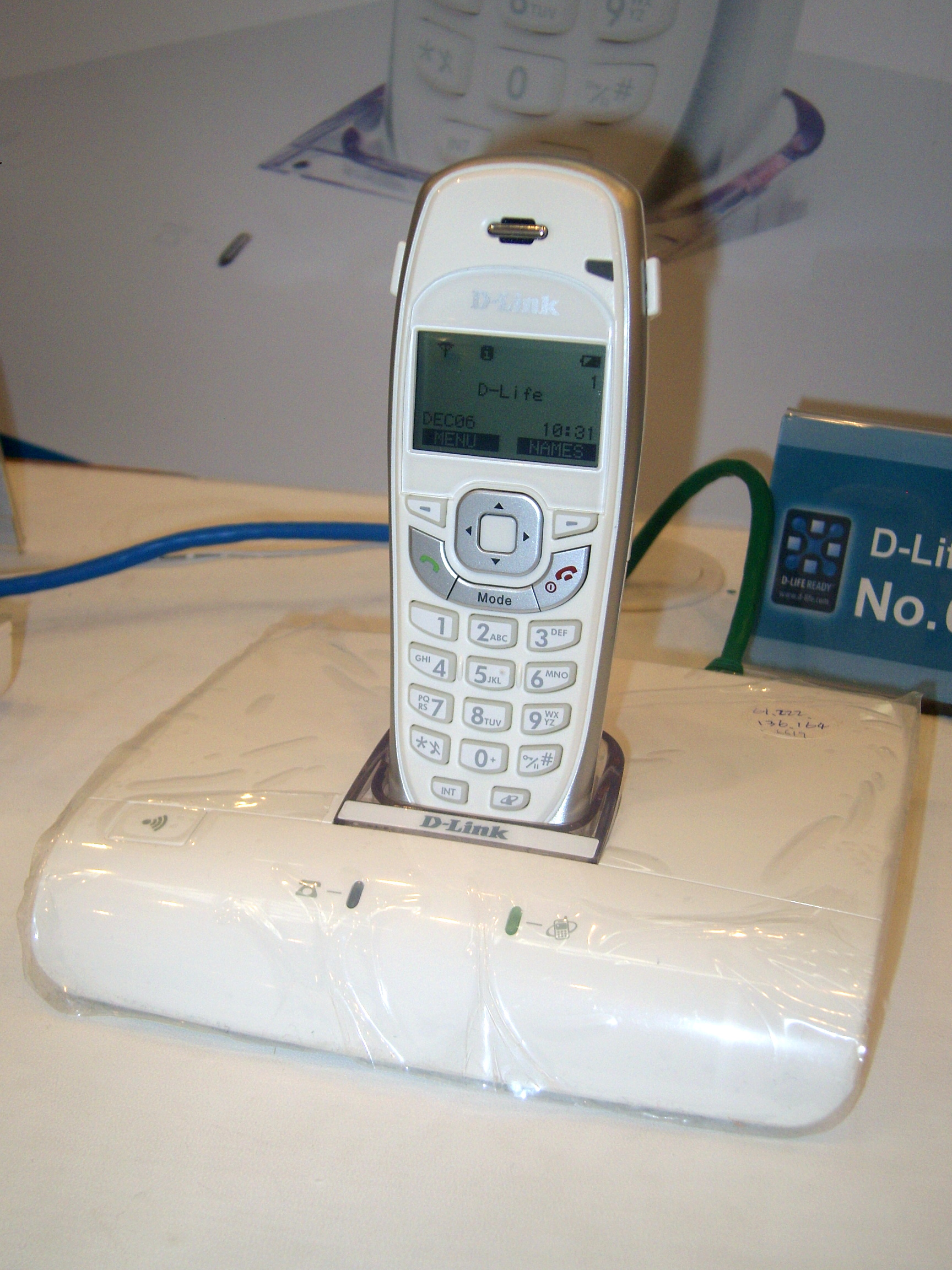
Téléphone VoIP, 2008.

VoIP mobile (Voice over Internet Protocol Mobile), wVoIP (Wireless VoIP) ou VoWLAN (Voice over WLAN) est une extension de la technologie VoIP (voix sur IP) sur les réseaux cellulaires.
La VoIP mobile est plus variée que la VoIP au travers de réseaux Wi-Fi. N'importe quel réseau mobile compatible IP, comme les réseaux UMTS, HSPA et LTE, voire le WiMAX, peut véhiculer la VoIP et les services qui l'accompagnent.
Les fabricants de terminaux mobiles (téléphone, PocketPC, smartphone...) dotent leurs produits de processeurs de plus en plus puissants et la mémoire devient de moins en moins coûteuse. Depuis la fin 2005, les smartphones étaient déjà capables d'envoyer et de recevoir du courrier électronique et de naviguer sur Internet ; certains permettent déjà de regarder la télévision.
Le défi pour les opérateurs mobiles est de rendre accessible aux utilisateurs les avantages et les innovations permises par le protocole IP sans dégrader le service, ni diminuer leurs revenus. Les services de VoIP mobile (tel Skype) sont des services qui concurrencent le service historiquement le plus rentable dans l'industrie des télécommunications : la voix et qui menacent l'industrie globale des télécommunications. À cause de son rendement financier, il est probable que la VoIP mobile sera intégrée dans les terminaux mobiles, notamment ceux de 4e génération par la généralisation de la norme VoLTE (voix sur LTE).